# Хамад бін Джасім бін Джабер Аль Тані
Хамід бін Джасім бін Джабер Аль Тані (араб. حمد بن جاسم بن جبر ال ثاني) (нар. 10 січня 1958) — катарський державний діяч, міністр закордонних справ, четвертий прем'єр-міністр Катару.

## Життєпис
Є п'ятим сином Джасіма бін Джабера Аль Тані.
Від 1982 року обіймав різні державні посади. Від 1992 до 2013 року очолював міністерство закордонних справ. У квітні 2007 року став також і прем'єр-міністром.
Влітку 2013 року в Катарі на престол зійшов новий емір, Тамім бін Хамад Аль Тані. Він одразу провів зміну уряду, в результаті якої Хамід бін Джасім був усунутий від посад, які обіймав.
30 листопада 2012 року указом Президента України був нагороджений іменною вогнепальною зброєю.